# Veludo
Caetano da Silva, dit Veludo (né le 7 août 1930 à Rio de Janeiro et mort le 26 octobre 1979, est un joueur international de football brésilien, qui évoluait en tant que gardien de but.
Il fut international brésilien durant la coupe du monde 1954 en Suisse.

## Palmarès

### Club
- Championnat de Rio de Janeiro : 1

Fluminense : 1951
- Championnat du Minas Gerais : 1

Atlético Mineiro : 1958

### Sélection
- Coupe Oswaldo Cruz : 2

1955, 1956